# Louis-Xavier Leprohon
Pour les articles homonymes, voir Leprohon.
Louis-Xavier Leprohon, né le 1er février 1795 et décédé à Ottawa en 1876 est un sculpteur et doreur québécois.

## Biographie
Fils de Jean-Philippe Leprohon et de Marie-Marguerite Parent, Louis-Xavier Leprohon commence sa carrière à l'atelier des Écores créé par Louis-Amable Quévillon à Saint-Vincent-de-Paul, Laval. Il travaille ensuite pour l'atelier de Thomas Baillargé à Québec avant de poursuivre sa carrière à son compte. 
Leprohon épouse en 1821 Marie-Julie Houde, fille de Joseph Houde et de Rosalie Macé,  à Saint-Antoine-de-la-Rivière-du-Loup (Louiseville). Il se remarie en 1842 à Caroline Lapointe.
Le sculpteur aurait partagé sa vie entre Québec et Montréal, possédant un atelier sur la rue Sainte-Catherine en 1861-1862. Il aurait aussi résidé à Saint-André-de Kamouraska pour la durée des travaux qu'il a réalisé dans l'église de cette paroisse.

## Œuvre

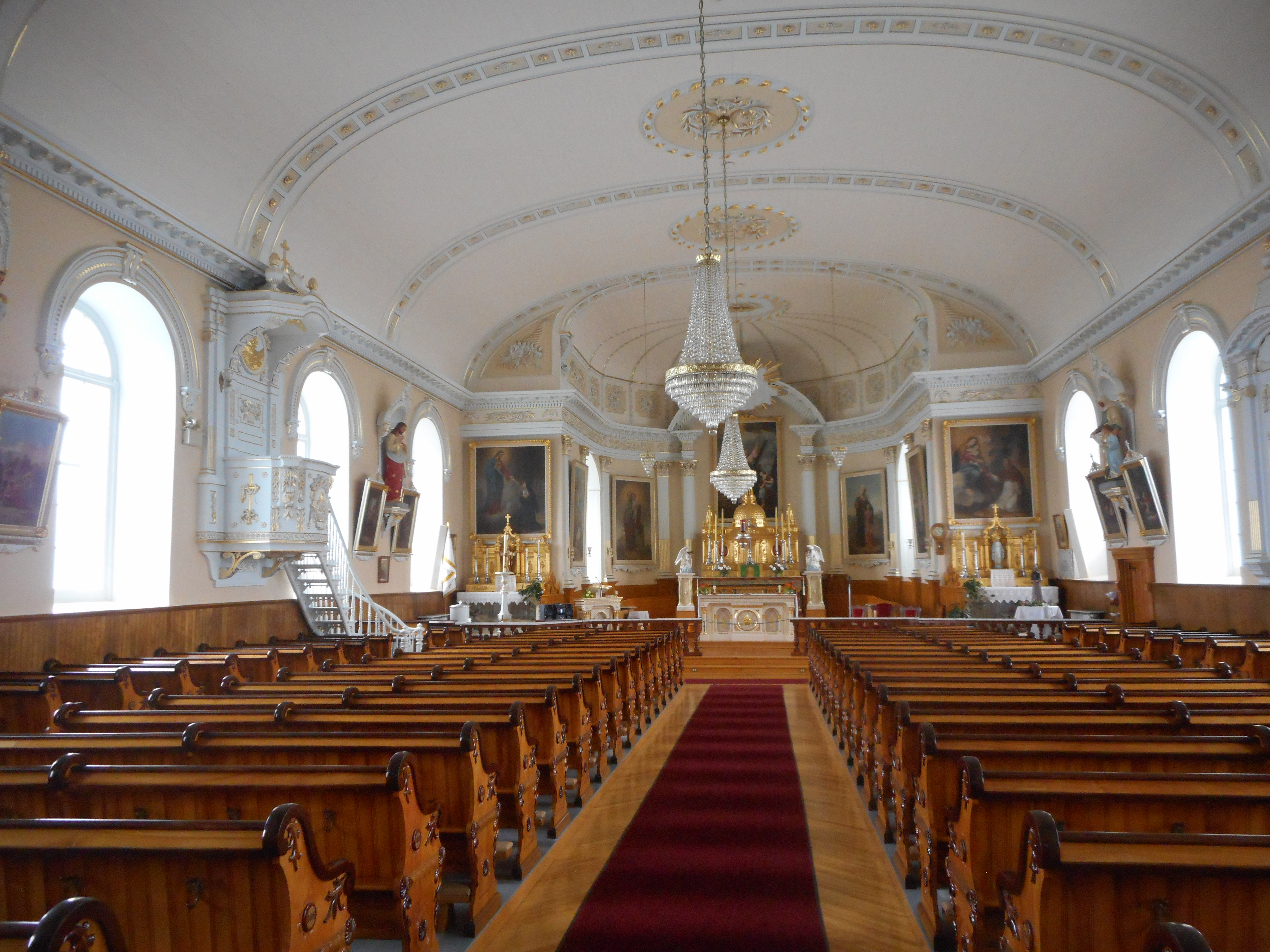
Intérieur de l'église de Saint-André de Kamouraska, décoration réalisée par Louis-Xavier Leprohon entre 1834 et 1836.

Leprohon participe au début de sa carrière à la modification du retable de l'église de Saint-Augustin-de-Desmaures en 1823 et à la décoration intérieure de l'église de Sainte-Jeanne-de-Chantal à Notre-Dame-de-l'Île-Perrot (1828), il oeuvre ensuite dans le quartier Saint-Roch dans les années 1830 et 1840. 
Le sculpteur réalise aussi la décoration intérieure de l'église de Saint-André-de-Kamouraska, dont il sculpte et décore la voûte, l'abside, la chaire ainsi que le dorsal du banc d'oeuvre et une corniche ceinturant l'intérieur de l'église. La chaire s'inspire de celle (aujourd'hui disparue) réalisée par François Fournier en 1832 à l'église de Lauzon. Leprohon s'est basé sur les plans effectués par Thomas Baillargé pour l'église de Saint-Roch en 1829 pour la décoration de la voûte .  Néanmoins, Leprohon s'inspire de l'atelier des Écorres pour la décoration du cœur, adoptant un style plus chargé que celui préféré par Baillargé. Payé 475£ pour son travail, Leprohon reçoit aussi une gratification supplémentaire réunie par les paroissiens pour son travail à la fin de son contrat. L'église de Saint-André de Kamouraska représente le témoignage artistique le plus complet du sculpteur.
Le sculpteur effectue aussi quelques travaux d'aménagements et de décoration intérieure dans l'église de Saint-Sulpice (1847-1850), l'église de la Purification-de-la-Bienheureuse-Vierge-Marie à Repentigny (1852) et dans la chapelle de procession Sainte-Anne à Varennes (1862-1864).

## Influences et style
Le style de Leprohon est influencé d'une part par son apprentissage à l'atelier des Écorres sous la supervision de Louis-Amable de Quévillon, et d'autre part par son travail subséquent sous l'égide de Thomas Baillargé. Ces deux sources d'influence sont représentées dans son travail à l'église de Saint-André de Kamouraska:
"Ce décor témoigne ainsi de l'influence de deux écoles stylistiques. Il est largement inspiré par l'esthétisme et la sobriété de Baillairgé, mais laisse transparaître le goût pour l'ornementation surchargée de l'atelier des Écorres. Le traitement de la fausse voûte de la nef et de la voûte du chœur en constitue un bon exemple. La fausse voûte est rythmée par des arcs doubleaux à la manière de Baillargé, tandis que dans le sanctuaire, ces arcs doubleaux sont interrompus par des cordons disposés en rayons à partir de la rosace centrale, ce qui rappelle un principe décoratif propre à Quévillon. Il en va de même de la chaire, du banc d'oeuvre ainsi que du retable au fronton cintré du chœur, inspirés des préceptes de Baillairgé mais plus richement ornementés." 
Louis-Xavier Leprohon jouit d'une certaine notoriété à partir de 1833, année où il réalise un ensemble animalier pour la poupe du vapeur Le Canada.

## Élèves
Louis-Xavier Leprohon forme plusieurs élèves durant sa carrière, parmi ceux-ci Charles East.

## Musées et collections publiques
- Musée national des beaux-arts du Québec[7]